# هيلديجارد كنيف
هيلديجارد كنِيف (بالألمانية: Hildegard Knef )‏ (و. 1925 – 2002 م) هي ممثلة، وكاتِبة، ومغنية، وكاتبة سير ذاتية، وممثلة مسرحية، وممثلة أفلام، وممثلة تلفزيونية ألمانية، ولدت في أولم، توفيت في برلين، عن عمر يناهز 77 عاماً، بسبب ذات الرئة.

## جوائز
حصلت على جوائز منها:
- نيشان استحقاق صليب الضباط لجمهورية ألمانيا الاتحادية (1974)
- نيشان استحقاق صليب الضباط لجمهورية ألمانيا الاتحادية
- نيشان الاستحقاق لبرلين.

## وصلات خارجية
- هيلديجارد نيف على موقع IMDb (الإنجليزية)
- هيلديجارد نيف على موقع روتن توميتوز (الإنجليزية)
- هيلديجارد نيف على موقع مونزينجر (الألمانية)
- هيلديجارد نيف على موقع قاعدة بيانات الأفلام العربية
- هيلديجارد نيف على موقع ألو سيني (الفرنسية)
- هيلديجارد نيف على موقع ميوزك برينز (الإنجليزية)
- هيلديجارد نيف على موقع أول موفي (الإنجليزية)
- هيلديجارد نيف على موقع قاعدة بيانات برودواي على الإنترنت (الإنجليزية)
- هيلديجارد نيف على موقع قاعدة بيانات برودواي على الإنترنت (الإنجليزية)
- هيلديجارد نيف على موقع قاعدة بيانات الأفلام السويدية (السويدية)